# Odile Decq

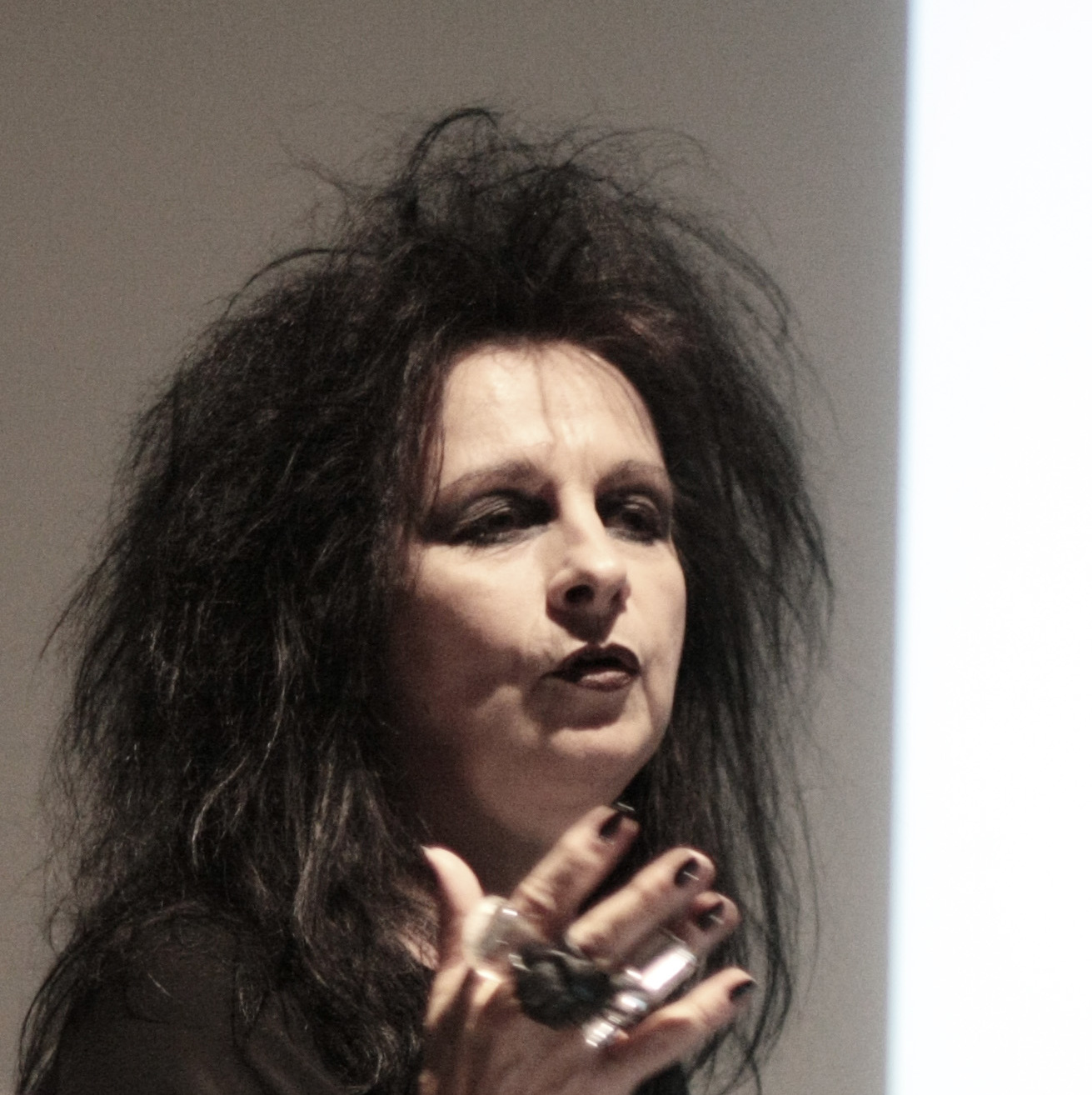
Odile Decq (2012)

Odile Decq (* 18. Juli 1955 in Laval, Département Mayenne) ist eine französische Architektin und Stadtplanerin.

## Leben
Odile Decq studierte Kunstgeschichte und anschließend an der École nationale supérieure d'architecture in Paris-La Villette. Ihr Architekturdiplom 1978 an der DPLG an der UP6, Paris, ergänzte sie 1979 mit einem DESS in Stadtplanung und Raumordnung am Institut d’études politiques de Paris. Im Jahr 1980 gründete sie zusammen mit Benoît Cornette das Büro ODBC (Odile Decq Benoît Cornette) in Paris. 1998 starb Benoît Cornette bei einem Autounfall, bei dem sie verletzt wurde. Später gab sie zu, dass dieser Verlust zu einer langen Durststrecke führte, da die Märkte an ihrer Fähigkeit zweifelten, allein und als Frau das Ruder der Agentur in der Hand zu halten.
Der Bau der Banque populaire de l'Ouest et d'Armorique in Rennes (1990 übergeben), bei dem sie mit Peter Rice für die Fassade zusammenarbeiteten, brachte ihnen sofort internationale Anerkennung ein, die mit einem Dutzend nationaler und internationaler Preise belohnt wurde. Odile Decq hat auch Besteck für Alessi, Leuchten für Luceplan und Möbel mit Poltrona Frau, entworfen.
Im Jahr 2001 wurde sie für den Erweiterungsbau des Museo d’Arte Contemporanea di Roma ausgewählt, das im Dezember 2010 eingeweiht wurde.
1991 wurde sie Gastprofessorin an der École nationale supérieure d'architecture in Grenoble. Seitdem übt Odile Decq eine Lehrtätigkeit aus, u. a. seit 1992 an der École Spéciale d’Architecture (ESA), 2000 an der Bartlett (London), 2001 und 2003 an der Columbia University (New York), 2003 an der Akademie der bildenden Künste Wien und 2004 und 2005 an der Kunstakademie Düsseldorf.
2005 wurde das Büro Odile Decq Benoît Cornette mit dem Bau des neuen Gebäudes für das Fonds régional d'art contemporain de Bretagne (FRAC Bretagne) beauftragt. Der Standort ist hoch gelegen, das Gebäude steht neben der Alignement du XXIe siècle von Aurélie Nemours. Odile Decq schlägt ein Parallelepiped mit zwei glatten Fassaden vor, die sie überschreitet, indem sie es in der Länge schräg und über die gesamte Höhe halbiert, um das Tageslicht in das Atrium eindringen zu lassen.
Zwischen April 2007 und August 2012 leitete sie die École spéciale d'architecture.

## Confluence Institute
2014 gründete Odile Decq zusammen mit Matteo Cainer in Lyon ihre eigene Schule: Confluence Institute for Innovation and Creative Strategies in Architecture, eine unabhängige internationale Architekturschule zunächst in Lyon, später in Paris. Sitz der Hochschule ist in der 11 Rue des Arquebusiers in Paris.
Das Confluence Institute wurde mit dem Ziel gegründet, die Regeln der herkömmlichen Architekturausbildung zu brechen und die Erwartungen der traditionellen Architekturpädagogik zu übertreffen. Zu diesem Zweck stützt sich der transdisziplinäre Ansatz auf fünf Themen - Neurowissenschaften, neue Technologien, soziales Handeln, bildende Kunst und Physik -, die in einem dynamischen Lehrplan vermittelt werden, der in französischer und englischer Sprache abgehalten wird und Theorie und praktisches Lernen miteinander verbindet. Die Schule wird zum Schuljahresbeginn 2015 eröffnet und nimmt 2200 Quadratmeter in einem sanierten Teil des ehemaligen Markt-Bahnhofs des Viertels ein.
Die Privatschule, die seit 2018 ihren Sitz in Paris hat, berechtigt nicht offiziell zur Ausübung des Architektenberufs in Frankreich, da die erworbenen Diplome nicht anerkannt werden und es nicht möglich ist, sich bei der Architektenkammer einzuschreiben oder den Titel "Architekt" zu tragen. Im Februar 2018 erkannte das Royal Institute of British Architects die vom Confluence Institute verliehenen Bachelor- und Masterabschlüsse an.
Das fünfjährige Programm in französischer und englischer Sprache, das mit einem RIBA-Diplom Teil 1 (Architectural Diploma, Architecture Confluence Degree A (RIBA part 1)) und 2 (Architecture Confluence Degree B (RIBA part 2)) abschließt, besteht aus zwei Zyklen und einem fortgeschrittenen Forschungsprogramm.
Die Architekturschule wird in einem Beirat unterstützt von Hitoshi Abe, Bernard Tschumi, Beatriz Colomina, Peter Cook, Cynthia Davidson, Peter Eisenman, Kristin Feireiss, Anna Heringer, Dominique Hervieu, Francine Houben, Špela Hudnik, Irina Korobina, Anupama Kundoo, Kent Martinussen und Eric Owen Moss.

## Preise und Auszeichnungen
Preise (Auswahl)
- Albums des jeunes architectes mit Benoît Cornette (1986)
- Goldener Löwe der Biennale di Venezia mit Benoît Cornette (1996)[8]
- Aufnahme in die Académie d'Architecture (1997)
- International Fellowship des Royal Institute of British Architects (RIBA) (2007)
- Preisträgerin Femme Architecte (2013)
- Schöpferin des Jahres Maison & Objet (2013)
- Ehrendoktorwürde für Architektur der Université Laval (2015)[9]
- Jane-Drew-Preis (2016)[10]
- Architizer A+Awards — Lifetime Achievement Award (2017)[11]

Auszeichnungen (Auswahl)
- Komtur des Ordre des Arts et des Lettres (2001)
- Komtur des Ordre national du Mérite (Erlass vom 15. November 2018)[12]
- Ritterin der Ehrenlegion (2002)[13]

## Wichtige Bauvorhaben und Projekte

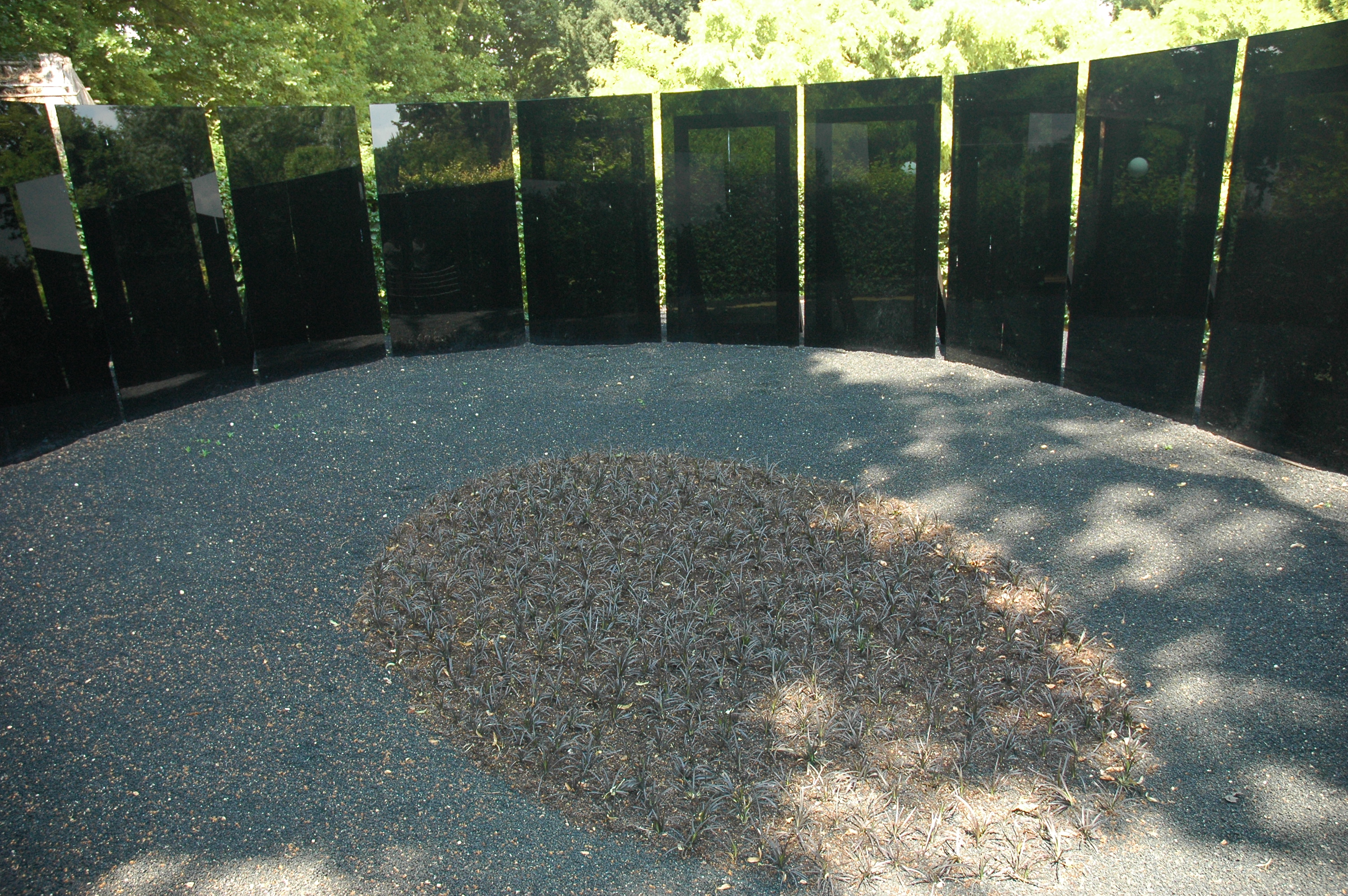
Schwerelosigkeit der Materie

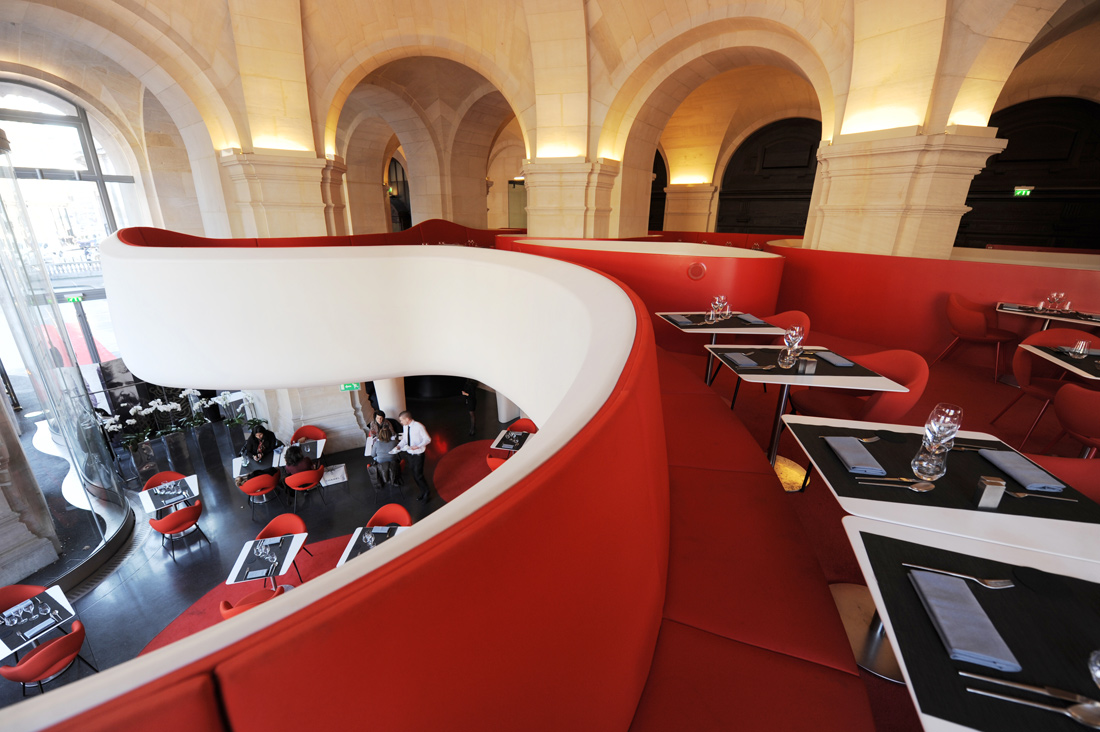
Restaurant L'Opéra

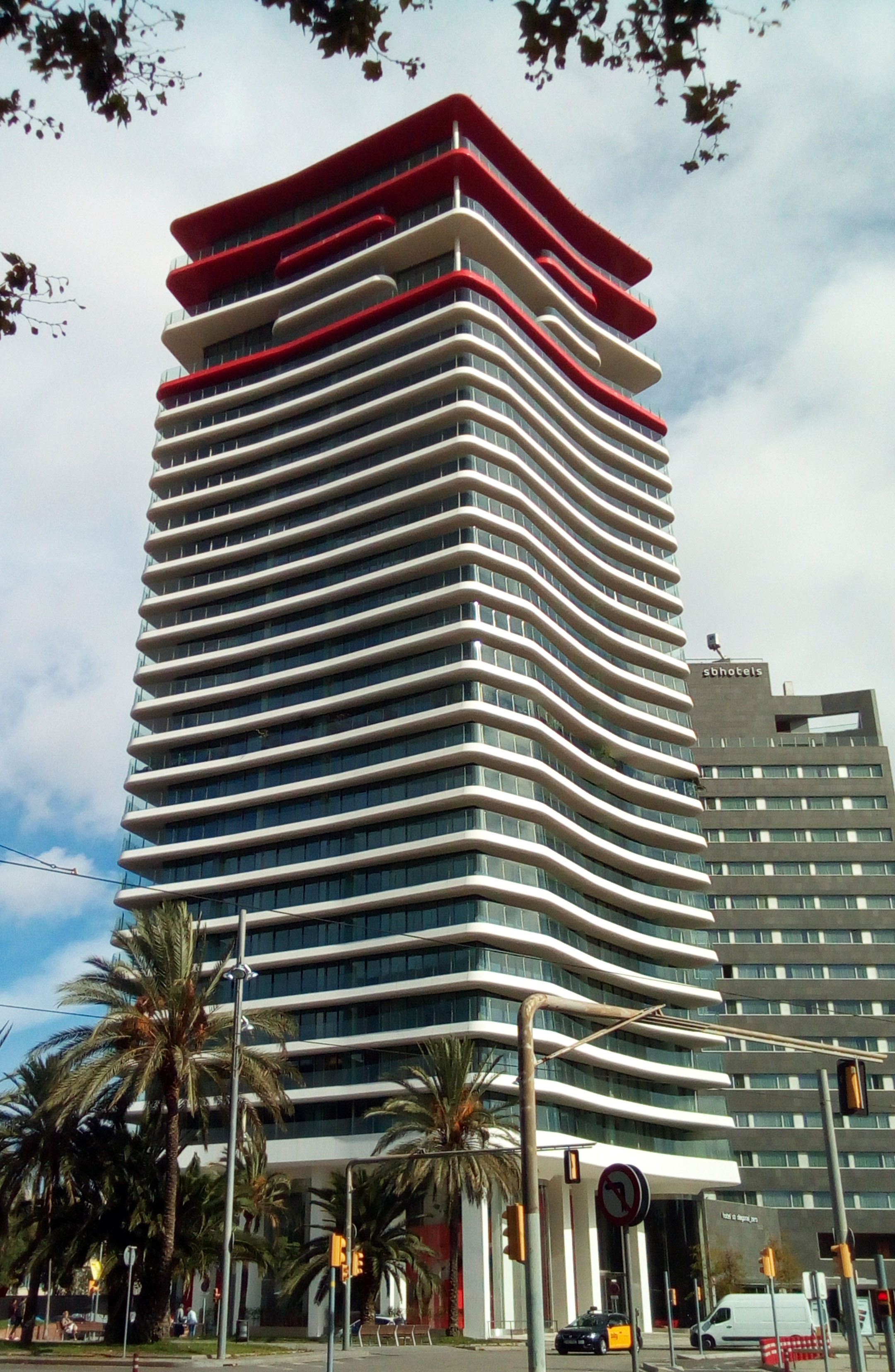
Antares-Gebäude

- Banque populaire de l’Ouest, Verwaltungs- und Sozialzentrum in Rennes, 1990[1]
- Drei Wohnhäuser in Paris, 1989, 1995, 2007
- Ausbau des Hafens von Gennevilliers, 1994–2012
- Szenografie des französischen Pavillons auf der Biennale von Venedig, 1996
- Drei Gebäude für die Universität Nantes - UFR, Bibliothek und Maison des sciences de l'homme, 1998
- Viadukt und Betriebszentrum der Autobahn A14 in Nanterre, 1999
- Renovierung des Forschungszentrums von Saint Gobain in Aubervilliers, 2000
- Garten "Memories of Highland Light" beim 9. Internationalen Gartenfestival in Chaumont-sur-Loire, 2000
- Umgestaltung und Möblierung der Konferenzhalle der UNESCO in Paris, 2001
- Bürogebäude des Kundenzentrums von Sollac in Dünkirchen, 2002
- Einrichtung der Büros der Agentur Air in Brüssel, 2002
- Virtual Presence, Installation, Acquario Romano, Rom, Italien, 2003
- Macro Micro, Monografische Ausstellung in Rom, Italien, 2003
- Infinite Interior, Wohnung in Peking, China, 2004
- Restaurant Little Italy in Paris, Frankreich, 2004
- Restaurant Il Tre in Paris, Frankreich, 2005
- Einrichtung eines Segelschiffs Wally Esense 143', Italien, 2006
- Greenland, Eingangspavillon in Shanghai, China, 2007
- Schwerelosigkeit der Materie, mit Peter-J. Baalman, Internationales Gartenfestival von Chaumont-sur-Loire, Frankreich, 2009
- Museo d’Arte Contemporanea di Roma (MACRO), Italien, 2010 (Erweiterung und Renovierung)[1][14]
- Square, Tische und Stühle, Auditoriumssessel, Poltrona Frau, 2010
- Le Plongeon du Funambule - Installation - Espace culturel Louis Vuitton in Paris, Frankreich, 2010
- Red Lace, Wohn- und Geschäftshäuser, Florenz, Italien, 2010 (Studien)
- Phantom, L'Opéra Restaurant - Restaurant der Opéra Garnier in Paris, Frankreich, 2011[1][14]
- FRAC Bretagne - Fonds régional d'art contemporain in Rennes, Frankreich, 2012[14]
- Petal, Lampe, Luceplan, 2012
- Pavillon 8, Hauptsitz von GL Events in Lyon im Stadtteil La Confluence, Frankreich, 2013
- Alice, Tablett, Alessi, 2013
- Pentania, Komplex aus Mehrfamilienhäusern und Einfamilienhäusern, Lille, Frankreich, 2015
- Fangshan Tangshan National Geopark Museum, Museum für Geologie und Anthropologie in Nanjing, China, 2015
- Maison Bernard, Maison bulles von Antti Lovag, Théoule-sur-Mer, Frankreich, 2009–2015 (Renovierung).
- Confluence Institute for Innovation and Creative Strategies in Architecture, Schule in Lyon, Frankreich, 2015 (Renovierung, Sanierung).
- Résidence Saint-Ange, Künstlerwohnheim, Seyssins, Frankreich, 2015[14]
- Le Cargo, Bürogebäude und Gründerzentrum, Paris, Frankreich, 2016[14]
- Antares-Gebäude, Barcelona, Spanien, 2020

## Wettbewerbsteilnahme außerhalb Frankreichs
- Institut für Chemie in Berlin, Deutschland, 1995
- Erweiterung der National Gallery of Ireland in Dublin, Irland, 1996
- Neue städtische Verbindung über die Maas, Brücke und ihre Auswirkungen auf die Uferentwicklung in der Stadt Rotterdam, Niederlande, 1998
- Forschungsgalerie der Akademie der Wissenschaften in Wien, Österreich, 2000
- Great Egyptian Museum in Kairo, Ägypten, 2002
- Opernhaus in Linz, Österreich, 2005
- Zorlu Project in Istanbul, Türkei, 2007
- Neuer Bahnhof in Neapel - Vesuvio, Italien, 2008
- Neue Verkehrslösungen in Los Angeles, USA, 2009
- MNAST, Museum in Rabat, Marokko, 2010
- Erweiterung der Université Laval in Québec, Kanada, 2011
- Bocconi University Campus in Mailand, Italien, 2012
- City Cultural Center in Taipeh, 2013
- Großer Salon der Renwick Gallery des Smithsonian American Art Museum, Washington, USA, 2013

## Veröffentlichungen (Auswahl)
- B.P.O., Les Éditions du Demi Cercle, Paris, 1990
- Odile Decq & Benoit Cornette Hyper Tension, Aedes, Berlin, Monographie, 1995
- Odile Decq & Benoit Cornette, Phaïdon Press, London, Monographie, 1996
- Odile Decq & Benoit Cornette, Electa, Mailand, Monographie, 2003
- Odile Decq, Movimento e architettura, Iiriti Editore, Monographie, 2005
- Odile Decq, A & J, Dalian, Monographie, 2007
- I Maestri dell'architettura, Hachette, Mailand, Monographie, 2010
- Maestros de la Arquitectura, Editorial Salvat, Barcelona, Monographie, 2011

## Lehre
- Gastprofessorin École nationale supérieure d'architecture de Grenoble, 2. Semester 1991
- Gastprofessorin Universität Montréal, 2. Semester 1992
- Dozentin École spéciale d'architecture in Paris seit 1992
- Leiterin eines Workshops University of Kansas in Paris, 1997–2000
- Gastprofessorin Technische Universität Wien, 1998
- Professorin Bartlett School of Architecture, London, 1998, 1999, 2000
- Professorin Columbia University, School of Architecture in New York, 2001, 2003
- Professorin Akademie der bildenden Künste Wien, 2004
- Professorin Kunstakademie Düsseldorf, 2004, 2005
- Leiterin der École spéciale d'architecture de Paris von 2007 bis 2012
- Gründerin und Leiterin des Confluence Institute for Innovation and Creative Strategies in Architecture in Lyon seit 2014